# Cilindro di Barton
Il cilindro di Barton o cilindro di Nippur è un cilindro d'argilla che riporta l'iscrizione di un mito cosmogonico sumero, risalente al III millennio a.C. È stato ritrovato tra le rovine di Nippur dai ricercatori dell'l'Università della Pennsylvania, presso cui attualmente si trova, e prende il nome da George Barton, che per primo ne pubblicò la trascrizione. Secondo lo storico Samuel Noah Kramer potrebbe essere datato intorno al 2500 a.C, mentre secondo Joan Goodnick Westenholz intorno al 2400 a.C.

## Descrizione
Il cilindro, su cui è iscritto un testo mitologico in cuneiforme sumero, è stato ritrovato sul sito di Nippur nel 1889 durante gli scavi condotti dall'Università della Pennsylvania. Prende il nome dal professor George Barton, che per primo trascrisse e tradusse il testo, e lo pubblicò nel 1918 nel libro Miscellaneous Babylonian Inscriptions. Il Catalogo della sezione babilonese (CBS) del Museo di archeologia e antropologia dell'Università della Pennsylvania si riferisce ad esso come il numero 8383. Samuel Noah Kramer lo ha chiamato «cilindro di Nippur» e stima che sia datato almeno al 2500 a.C. Secondo Adam Falkenstein, invece, il componimento potrebbe essere stato scritto in cuneiforme arcaico, utilizzato prima della terza dinastia di Ur, pertanto lo data intorno al 2300 a.C. Egli conclude che derivi da una storia letteraria non scritta, definita e ricopiata in testi successivi. John van Dijk concorda con quest'ultimo, asserendo che si tratti di una copia di un racconto antecedente il periodo neo-sumero.